# Хосе Гутьєррес де ла Конча
Хосé Гутьєррес де ла Кóнча, 1-й маркіз Гавани (ісп. José Gutiérrez de la Concha; 4 червня 1809, Кордова, Аргентина — 5 листопада 1895, Мадрид) — іспанський генерал і державний діяч, маркіз де ла Абана. Брат Мануеля Гутьєрреса де ла Конча. При королеві Ізабеллі то примикав до опозиції, то займав високі посади — посланника в Парижі, військового міністра і міністра колоній. Коли в 1868 році Гонсалес Браво після повстання в Кадісі вийшов у відставку, Конча сформував новий уряд, але внаслідок поразки відряджених ним до Андалусії військ за 10 днів склав із себе обов'язки прем'єра. У 1872—1875 роках Конча був генерал-капітаном Куби, пізніше — президентом сенату і командувачем північною іспанською армією.